# Visconde do Rio Branco
Visconde do Rio Branco is een gemeente in de Braziliaanse deelstaat Minas Gerais. De gemeente telt 37.228 inwoners (schatting 2009).

## Aangrenzende gemeenten
De gemeente grenst aan Divinésia, Guidoval, Guiricema, Paula Cândido, São Geraldo en Ubá.